# Pakenham South
Pakenham South är en del av en befolkad plats i Australien. Den ligger i kommunen Cardinia och delstaten Victoria, omkring 60 kilometer sydost om delstatshuvudstaden Melbourne.
Närmaste större samhälle är Berwick, omkring 18 kilometer nordväst om Pakenham South.
Trakten runt Pakenham South består till största delen av jordbruksmark. Runt Pakenham South är det ganska glesbefolkat, med 29 invånare per kvadratkilometer. Genomsnittlig årsnederbörd är 1 332 millimeter. Den regnigaste månaden är juni, med i genomsnitt 166 mm nederbörd, och den torraste är januari, med 57 mm nederbörd.